# 김로사 (배우)
김로사(1974년 5월 1일 ~ )는 대한민국의 배우이다.

## 생애
드라마 펜트하우스에서 양미옥 역을 맡아 선보였는데 시즌 2에서는 1화 만에 퇴장했으나 양미옥이라는 시청자들에게 인상을 심어주었다.
- 한국예술종합학교 대학원 연기과 전문사(졸업)

## 드라마
- 2024년 ~ 2025년 MBC 《친절한 선주씨》- 피진주 역
- 2024년 SBS 《7인의 부활》- 최미남 보좌관 역
- 2024년 SBS 《재벌X형사》- 이수민 역
- 2023년 지니 TV 《남이 될 수 있을까?》- 전민경 역
- 2022년 JTBC 《나의 해방일지》- 조희선 역
- 2022년 IHQ 《스폰서》- 마담 역
- 2021년 tvN 《슬기로운 의사생활 시즌2》- 소아과 의사 역
- 2021년 SBS 《펜트하우스 2》- 양미옥 역
- 2020년 ~ 2021년 SBS 《펜트하우스》 - 양미옥 역
- 2020년 tvN 《청춘기록》- 드라마 작가 역
- 2020년 채널A 《거짓말의 거짓말》- 의사 역
- 2020년 tvN 《사랑의 불시착》- 고명은 친구 역
- 2019년 SBS 《VIP》- 박로사 역
- 2019년 KBS2 《동백꽃 필 무렵》- 필구의 담임선생님 역
- 2019년 JTBC 《아름다운 세상》- 정미 모 역
- 2019년 tvN 《왕이 된 남자》- 명 상궁 역
- 2018년 ~ 2019년 MBC 《내사랑 치유기》- 홍보팀장 역
- 2018년 KBS2 《최고의 이혼》-  휘루 면접보는 헬스장 직원 역 (ep.18)
- 2018년 tvN 《미스터 션샤인》- 중년 부인 역
- 2018년 MBC 《검법남녀》- 보험직원 역
- 2017년 OCN 《블랙》 - 사촌동생 역
- 2017년 OCN 《청춘시대2》- 선생님 역
- 2016년 JTBC  《이번주, 아내가 바람을 핍니다》 - 선생님 역
- 2011년 ~ 2012년 JTBC 《청담동 살아요》 - 이 실장

## 영화
- 2017년 《이수아》 식당 사장님 역
- 2014년 《찌라시: 위험한 소문》- 연기 선생 역
- 2008년 《여기보다 어딘가에》 - 소라역소라엳역

## 연극
- 2019년 《시련》- 엘리자베스 프락터
- 2019년 《모토타운》- 제이드
- 2018년 《뿔》- 대현
- 2018년 《돌아온다》- 여선생
- 2017년 《미친키스》- 영애
- 2016년 《택시 드리벌》- 승객
- 2016년 《헤비메탈 걸스》- 주영
- 2015년 《한 밤중 개에게 일어난 의문의 사건》- 주디
- 2014년 《내일도 공연할 수 있을까?》- 하우스 매니저
- 2014년 《내 안에 침팬지가 산다》- 형수
- 2013년 《처용, 오디세이》- 칼립소/무녀
- 2013년 《내일 공연인데 어떻하지》- 여배우
- 2012년 《11월 아무것도 끝나지 않은》- 애월
- 2012년 《노이즈 오프》- 플라비아
- 2012년 《인물실록 봉달수》- 신소정
- 2011년 《엄마들의 수다》- 된장녀 엄마
- 2011년 《부족한 그대로 동지》
- 2010년 《커튼컬의 유령》- 귀족부인 마타
- 2010년 《오감도》- 금홍
- 2010년 《아 나의 조국》
- 2010년 《진짜 신피극》
- 2009년 《설공찬전》- 오매당 부인
- 2007년 《상이》
- 2007년 《코끼리와 나》
- 2007년 《한 여름밤에 꿈》
- 2007년 《환》
- 2007년 《피의 결혼》
- 2007년 《대지의 딸들》
- 2007년 《겨울동화》
- 2007년 《70분간 연애》
- 2007년 《70분간 연애》